# Вступление Хорватии в Европейский союз
Хорватия стала членом Европейского союза 1 июля 2013 года.
Вступление Хорватии в ЕС заняло 10 лет (с момента заявки на членство в 2003 году до вступления в 2013 году).

## История

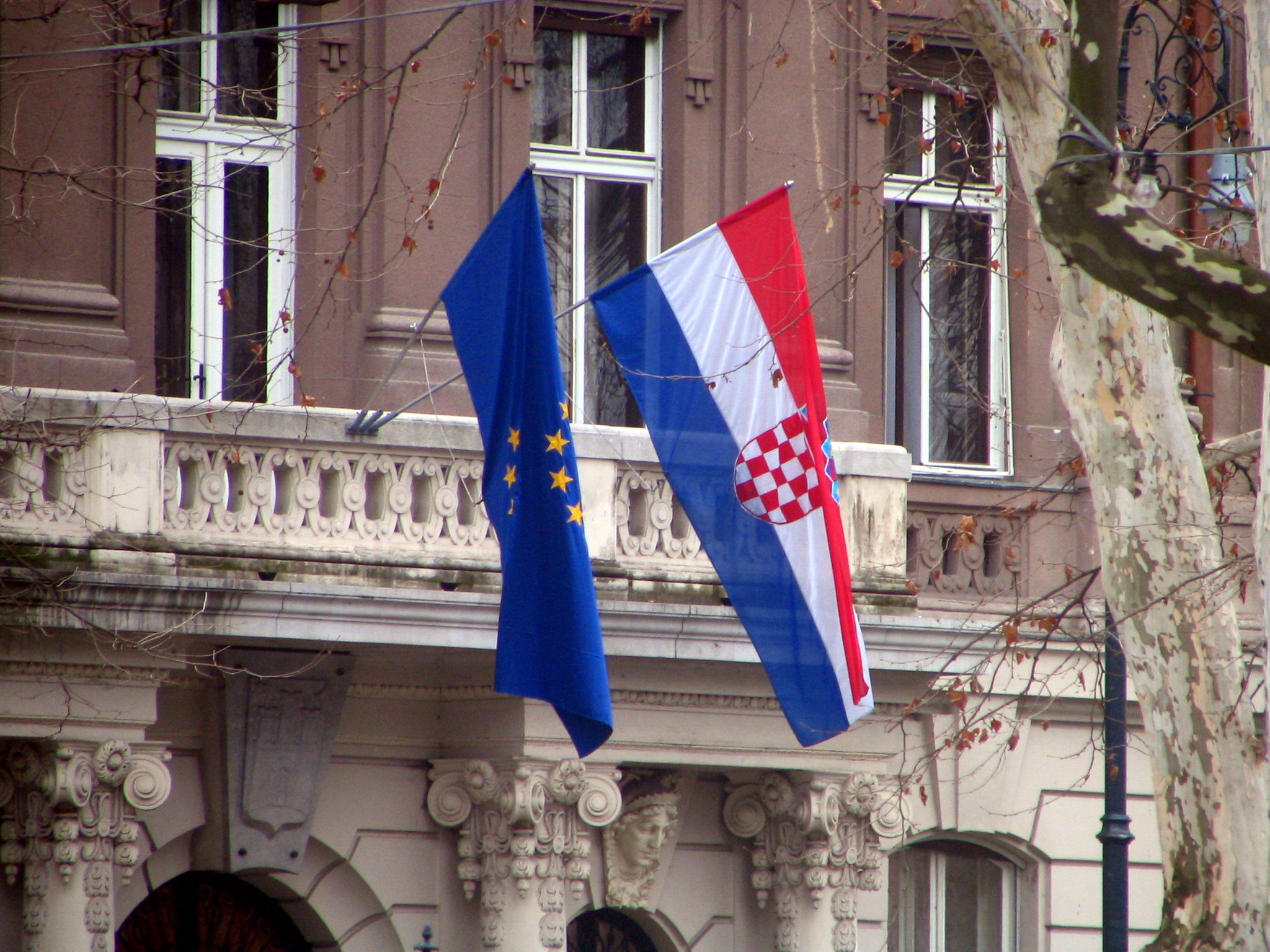
Флаги Хорватии и Европейского союза на здании государственного учреждения (Министерство иностранных дел и европейской интеграции) в Загребе

Хорватия подала заявление на членство ЕС в 2003 году, и Европейская комиссия рекомендовала государство к статусу официального кандидата в начале 2004 года. Статус кандидата был присвоен Европейским советом в середине 2004 года, и дата начала переговоров, изначально назначенная на начало 2005 года, была отодвинута до октября того же года. Следуемый за началом переговоров 3 октября 2005 года процесс проверки 33 разделов законодательства был завершён 18 октября 2006 года. Переговоры были задержаны на 10 месяцев из-за территориального спора со Словенией, но в сентябре 2009 года представители Словении сообщили, что готовы снять свои возражения против вступления Хорватии, договорившись решить конфликт при помощи международных посредников.
С момента распада Югославии Хорватия добилась наилучших после Словении результатов в восстановлении страны и надеялась стать второй бывшей югославской республикой, вступившей в Союз. В стране стабильная рыночная экономика, а также статистические показатели (например, ВВП на душу населения) выше показателей Болгарии и Румынии, которые присоединились в 2007 году. Перед началом переговоров с Хорватией acquis был разделён на 35 разделов вместо обычных 31. Предполагалось, что новые разделы, до этого входящие в раздел об аграрной политике, могли вызвать трудности, как это было с другими странами.
В конце 2005 года власти ЕС прогнозировали, что Хорватия вступит в Союз между 2010 и 2012 годами. В июне 2011 года лидеры ЕС одобрили вступление Хорватии в сообщество.
Договор о вступлении Хорватии, в том числе и некоторые изменения в Договоры ЕС, как ожидалось, были подписаны в 2012 году. Процесс ратификации парламентами всех 27 государств — членов ЕС был завершён 21 июня 2013 года, и присоединение Хорватии к ЕС произошло 1 июля 2013 года.